# Blenniella caudolineata
Blenniella caudolineata és una espècie de peix de la família dels blènnids i de l'ordre dels perciformes.

## Morfologia
- Els mascles poden assolir 8,2 cm de longitud total.[1]

## Reproducció
És ovípar.

## Hàbitat
És un peix marí de clima tropical i associat als esculls de corall.

## Distribució geogràfica
Es troba des del sud del Japó fins a les Illes Moluques, les Illes Mariannes, Tonga, les Tuamotu i Kiribati.